# Raphia taedigera
Raphia taedigera là loài thực vật có hoa thuộc họ Arecaceae. Loài này được (Mart.) Mart. miêu tả khoa học đầu tiên năm 1838.

## Hình ảnh

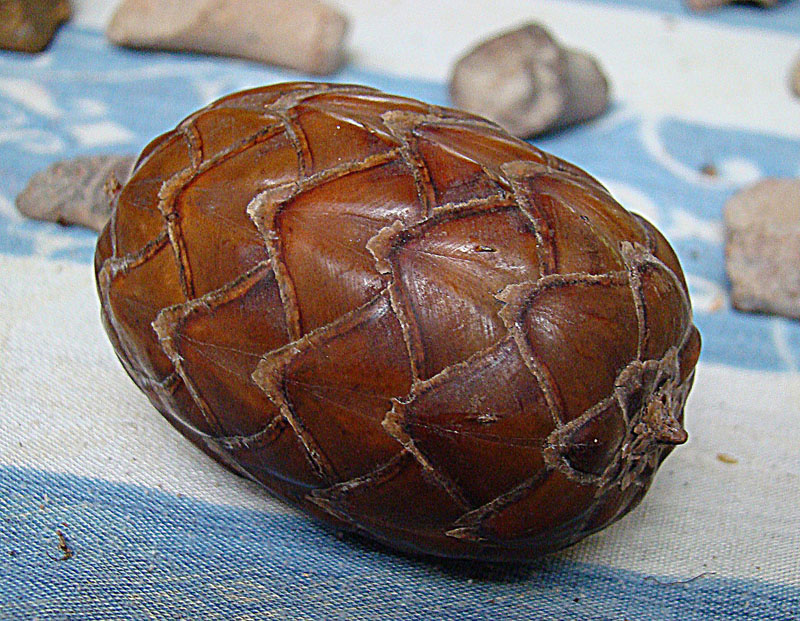